# 柯尼希施泰因 (萨克森州)
柯尼希施泰因（德語：Königstein，發音：[ˈkøːniçʃtaɪn] ⓘ 或 [ˈkøːnikʃtaɪn] ⓘ）是德国萨克森州萨克森施韦茨-东厄尔士山县的城市，面积27.04平方千米，2023年12月31日人口为2,141人。